# José Hipólito Salas
José Hipólito Salas y Toro (Olivar, 13 de agosto de 1812-¿Concepción?, 20 de julio de 1883) fue un eclesiástico, teólogo e intelectual chileno. Se desempeñó como obispo de Concepción (1854-1883) e integró la delegación chilena en el Concilio Vaticano I (1869-1870).

## Biografía
Nació en Olivar, antigua provincia de Colchagua, en 1812, hijo de Juan José Salas Olguín y de Manuela Toro. Su infancia transcurrió durante la Guerra de Independencia, en la que su padre era del bando patriota. Durante la batalla de Rancagua (1-2 de octubre de 1814), la casa de Juan José Salas fue atacada por realistas, y su hija Catalina fue herida, por lo que toda la familia huyó a Peumo, donde se resguardaron hasta la victoria patriota en la batalla de Maipú (5 de abril de 1818).
Estudió letras, urbanidad, matemáticas, política y religión con el profesor español José Alonso, en la escuela particular que su padre creó en Olivar, y castellano y latín con el párroco de la localidad, José Cardoso. En 1831 se trasladó a Santiago, donde estudió ciencias, retórica, latinidad superior y filosofía con el padre Melchor Martínez en el Convento de San Agustín; teología con el bachiller José Tadeo Mancheño y derecho canónico con el profesor José Santiago Iñiguez. Posteriormente estudió un bachiller en teología en la Universidad de San Felipe.
Falleció en 1883, y sus restos permanecen en el Cementerio General de Concepción.

## Vida sacerdotal

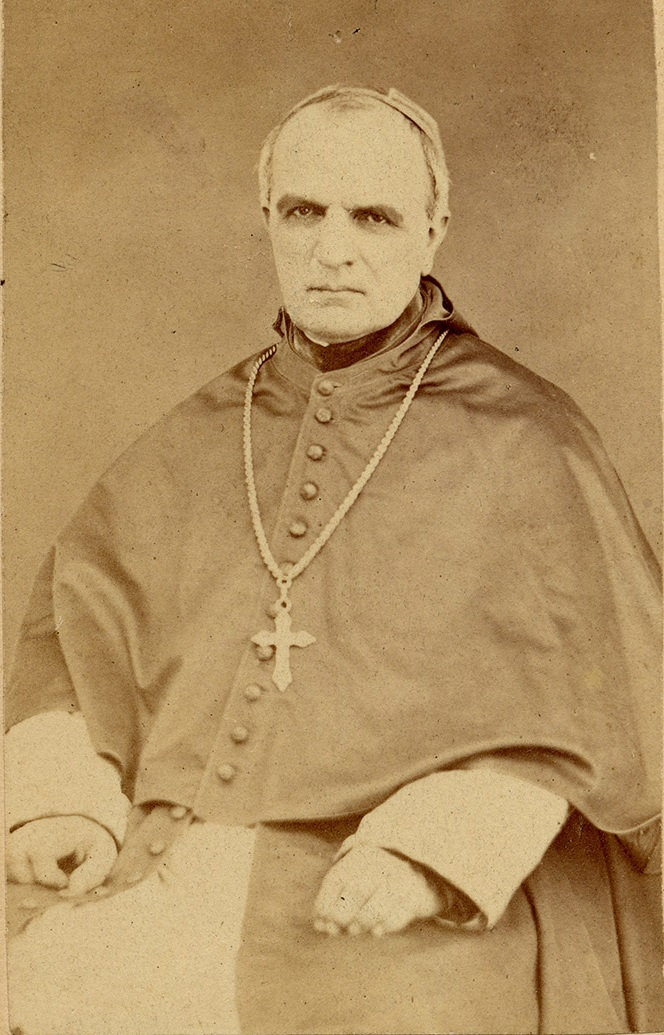
Salas circa 1870.

Le fueron conferidas la tonsura y las órdenes menores en 1833, y dos años más tarde recibió el subdiaconado y el diaconado. Fue ordenado sacerdote el 22 de noviembre de 1835. En 1845 asumió como secretario del arzobispo de Santiago Rafael Valentín Valdivieso.
En octubre de 1854 fue nombrado obispo de la entonces Diócesis de la Santísima Concepción, y al año siguiente ordenó la reapertura del Seminario de Concepción. En dicha ciudad también gestionó la construcción de la Catedral de Concepción en 1867, que reemplazó a la destruida por el terremoto de 1835. Asmismo, ordenó la edificación del Santuario de San Sebastián de Yumbel, el principal lugar de peregrinación de la Región del Biobío.
Participó del Concilio Vaticano I (1869-1870) convocado por el papa Pío IX, integrando la comitiva que presidía monseñor Rafael Valentín Valdivieso. En el Vaticano se le ofreció integrar el Sacro Colegio de Cardenales, sin embargo rechazó la oferta y volvió a Chile.

## Académico y teólogo
Fue profesor en el Seminario de Santiago, dictando las cátedras de latinidad (1836) y filosofía (1837). En 1843 fue nombrado profesor de religión del Instituto Nacional por el rector Antonio Varas. Ese mismo año asumió, junto con Joaquín Larraín Gandarillas, como colaborador de la recién nacida Revista Católica, creada por el arzobispo Valdivieso.
Fue profesor de la ahora extinta Facultad de Teología de la Universidad de Chile, de la cual llegó a ser decano en 1852. Como a académico de dicha facultad, el 29 de octubre de 1848 presentó la memoria El servicio personal de los indígenas y su abolición, donde aborda las etapas históricas que llevaron a la abolición de la encomienda en Chile, tratada desde una óptica muy favorable a los indígenas y muy crítica de los conquistadores y evangelizadores. Este trabajo es considerado la primera investigación en historia del derecho realizada en Chile.
Fue candidato a diputado por Rancagua y Maipo en las elecciones parlamentarias de Chile de 1843, en las que finalmente resultaron elegidos José Santiago Melo Mendoza y Luis García Huidobro Aldunate.

## Obras
- Memoria sobre el servicio personal de los indígenas y su abolición (1848)
- El juramento civil de los obispos ante la religión y el derecho (1869)
- Los cementerios (1872)
- El despojo de los cementerios (1872)